# Affaire Marie-Louise Giraud
Pour les articles homonymes, voir Giraud.
Ne doit pas être confondu avec Marie Giraud.
Marie-Louise Giraud, née Marie-Louise Lempérière le 17 novembre 1903 à Barneville (Manche) et morte guillotinée, le 30 juillet 1943 à la prison de la Roquette à Paris, pour avoir pratiqué 27 avortements dans la région de Cherbourg. « Faiseuse d'anges », elle est une des deux seules personnes exécutées pour ce motif en France avec Désiré Pioge, guillotiné le 22 octobre 1943 pour 3 avortements. 

## Historique de la répression de l'avortement en France
L'avortement est interdit en France sous l'Ancien Régime par des lois rendant passible de la peine de mort toute femme ayant avorté, ainsi que toute personne l'ayant aidée. 
Le Code pénal de 1791 condamne aussi l'avortement, de même que celui de 1810 (article 317 : « Quiconque provoque l'avortement d'une femme enceinte avec ou sans son consentement au moyens d'aliments, de drogues, de médicaments, par violence ou d'autres remèdes, est puni de prison »). 
La loi de 1920 aggrave la répression de l'avortement avec pour objectifs :
- de combler le trou démographique dû à la guerre de 1914-1918 (hommes morts au combat, enfants qui ne sont pas nés de 1915 à 1919, veuves et femmes célibataires qui n'auront pas d'enfants) ;
- de relancer la natalité, plus faible depuis le XIXe siècle en France que dans les pays voisins, notamment l'Allemagne : la France n'a pas connu l'explosion démographique allemande ou anglaise des années 1830 à 1880, elle était de loin le pays le plus peuplé d'Europe en 1800, mais plus en 1900.

La loi du 27 mars 1923 définit l'avortement non plus comme un crime, mais comme un délit : Quiconque a provoqué l’avortement d’une femme sera puni d’un à cinq ans de prison et d’une amende de 500 à 10 000 francs. La femme avortée est passible de six mois à deux ans de prison. Ce délit est passible non pas d'un jury populaire (qui ne siège que pour les cours d'assises), mais d'un jury de magistrats.
En 1935, à la suite d'un mouvement né aux États-Unis, le docteur Jean Dalsace ouvre à Suresnes le premier dispensaire de contrôle des naissances.
Le 29 juillet 1939, le Code de la famille aggrave les peines sanctionnant l'avortement. 
Aux privations économiques et surtout alimentaires imposées par la guerre s’ajoutent, dès juin 1940, la séparations d’un grand nombre de couples avec 1,9 million de prisonniers de guerre français internés en Allemagne. Pour ces raisons, les recours à l'avortement sont plus nombreux. 
Sous le régime de Vichy, dont la devise officielle est « Travail, Famille, Patrie », la loi du 1er septembre 1941 exclut du droit au sursis les personnes accusées d'avortement,. 
Avec la loi du 15 février 1942, l'avortement redevient un crime, spécifié comme « crime contre la sûreté de l'État », et est désormais passible de la peine de mort. Cette dernière loi est abrogée à la Libération. 
À partir de la fin des années 1960, les mouvements féministes font de la légalisation de l'avortement un objectif prioritaire (Manifeste des 343, procès de Bobigny). La loi Veil dépénalisant sous condition l’avortement est promulguée le 17 janvier 1975.

## Biographie de Marie-Louise Giraud
Née Lempérière, elle est issue d'une famille pauvre de la banlieue de Cherbourg. Elle épouse un marin, Paul Giraud, avec qui elle aura deux enfants. Elle est successivement domestique, femme de ménage, puis blanchisseuse. 
À partir du début de la Seconde Guerre mondiale, elle loue également des chambres à des prostituées de Cherbourg et se met à pratiquer des avortements, d'abord à titre bénévole, puis contre rémunération. À cette époque, les séparations dues à la guerre (notamment à la captivité des soldats français) et les conditions de vie difficiles font croître la demande d'avortements. 
Marie-Louise Giraud effectue son premier avortement pour rendre service. En janvier 1942, un de ces avortements se passe mal, une patiente meurt de septicémie après 15 jours de lutte contre l'infection. Malgré cela, elle voit les demandes affluer. Vingt-sept femmes ont recours à ses services. 
Elle est arrêtée au cours de l'année 1943.

## Le procès (7-9 juin 1943)
Depuis septembre 1941, le régime de Vichy, menant une politique nataliste, associe l’avortement à une attaque contre l'État et le peuple français. 
Marie-Louise Giraud va être jugée par un tribunal d'exception les 7 et 9 juin 1943.
Lors du procès, le président met l'accent sur l'immoralité de l'accusée. Dans son réquisitoire, l'avocat général reprend les thèmes diffusés par la propagande[réf. nécessaire] et demande, en application de la loi, la peine de mort. La cour, après délibération, suit le réquisitoire. 
Seule une grâce du chef de l'État, le maréchal Pétain, peut sauver la vie de l’accusée, mais il rejette la demande. Marie-Louise Giraud est exécutée le 30 juillet 1943 par le bourreau Jules-Henri Desfourneaux.

## Postérité
Ce fait divers passé longtemps inaperçu est rendu célèbre en 1988 par Claude Chabrol grâce à son film Une affaire de femmes, adapté d'un livre homonyme de l'avocat Francis Szpiner. Le rôle de Marie-Louise Giraud est interprété par Isabelle Huppert.
La romancière Valentine Goby fait de Marie-Louise Giraud une des figures principales de son roman Qui touche à mon corps je le tue.